# Louis-Désiré-Joseph Bonnaire
Pour les articles homonymes, voir Bonnaire.
Louis-Désiré-Joseph Bonnaire naît au Cateau-Cambrésis, avocat au Parlement de Flandre, il meurt en 1795 à Brunswick

## Biographie
- 27 juillet 1771, il est avocat au Parlement de Flandre.
- Juillet 1788, Professeur de la Chaire de Droit de l'Université de Douai, il y est reçu comme Docteur.
- 15 mars 1791, une violente émeute éclate à Douai, à propos d'un arrêté relatif à l'exportation du grain. Un négociant nommé Nicolon qui faisait partie des émeutiers est arrêté puis mis en prison. De là, il est extrait pour être pendu à la lanterne avec l'imprimeur Derbaix. Ce dernier avait d'ailleurs, avant ce funeste jugement, pris sa défense.
- 19 mars 1791, le gouvernement décrète l'arrestation du maire Bonnaire et de ses collègues officiers municipaux, ordonne qu'ils soient conduits à Orléans. Avertis à temps, ils prennent la fuite et publient, une fois hors de péril, un mémoire pour justifier leur conduite exempte de tout reproche.
- 14 septembre 1791, un décret les autorise à revenir dans leur pays. Nonobstant, M. Bonnaire reste retiré à Wolfenbuttel et meurt à Brunswick (Basse-Saxe) en 1795.